# جشن‌نامه ابوالحسن نجفی
جشن‌نامهٔ ابوالحسن نجفی کتابی است حاوی شش مصاحبه با ابوالحسن نجفی و چند مقاله که به او تقدیم شده‌است. این جشن‌نامه به کوشش امید طبیب‌زاده تهیه و تنظیم شد و انتشارات نیلوفر آن را در ۷۲۶ صفحه در بهار ۱۳۹۰ منتشر کرد. بخشی از این کتاب با نامِ گفت‌وگو با ابوالحسن نجفی سالِ ۱۴۰۰ به صورتِ کتابی جداگانه نیز منتشر شد.

## رونمایی
مراسم رونمایی این جشن‌نامه با حضور ضیاء موحد، فتح‌الله مجتبایی، محمدعلی موحد، نصرالله پورجوادی، کامران فانی، حسین معصومی همدانی، صالح حسینی، ابوالحسن نجفی و امید طبیب‌زاده در روز سه‌شنبه ۱۵ شهریورماه ۱۳۹۰ در مرکز فرهنگی شهر کتاب برگزار شد.

## محتوا

### نویسندگان بخش خاطرات
ضیاء موحد، عبدالحسین آذرنگ، محمدرحیم اخوت، حمید ارباب‌شیرانی، علیرضا انوشیروانی، شیما بهره‌مند، یونس تراکمه، برهان‌الدین حسینی، علی‌اشرف صادقی، علی صلح‌جو، فرزانه طاهری، فرهاد طاهری، هایده عبدالحسین‌زاده، بهمن فرمان‌آرا، مدیا کاشیگر، علی‌اصغر محمدخانی، حسین معصومی همدانی، احمد میرعلائی و پروانه وحیدمنش.

### مقالات بخش ترجمه
- مقاله‌ای از رنه ولک تحت عنوان «ژان پل سارتر (۱۹۰۵-۱۹۸۰)» (فصل نهم از جلد هشتم کتاب تاریخ نقد جدید، ترجمهٔ سعید ارباب‌شیرانی
- داستان کوتاه اشتباه اثر آلبرتو موراویا با ترجمهٔ مهستی بحرینی
- داستان کوتاه «آقا» اثر ژان فیلیپ توسن با ترجمهٔ منوچهر بدیعی
- مقاله‌ای از صالح حسینی تحت عنوان «دربارهٔ ترجمه‌های ابوالحسن نجفی»
- «کلمه لی‌لا دراز و کشیده است ...» اثر «مارگریت دوراس»، ترجمه قاسم روبین
- ترانهٔ عاشقانه جی آفلفرد پروفراک، شعری از تی.اس.الیوت، ترجمهٔ جواد علافچی
- «مرز بلورین»، داستان کوتاهی از کارلوس فوئنتس، ترجمهٔ عبدالله کوثری

### مقالات در حوزهٔ ادبیات
- «به یادگار» نوشتهٔ احمد اخوت
- «تدفین» نوشتهٔ سهیلا بِسکی
- «ظاهر داستان در مثنوی مولانا» نوشتهٔ محمد خوانساری
- «آندره ژید و روژه مارتن دوگار» نوشتهٔ طهمورث ساجدی

### مقالات در حوزهٔ «غلط ننویسیم»
- «کلمه-کلمه/کلمه-شیء»،یوسف اباذری
- «اندکی هم درست بنویسیم»، بهاءالدین خرمشاهی
- «صورت جعلی، غلط مشهور، اشتقاق عامیانه»، مهرداد نغزگوی کهن

### مقالات در حوزهٔ وزن شعر
- «خاستگاه‌های شعر عروضی فارسی» از احمد سمیعی (گیلانی)
- «نگاهی دوباره به وزن شعر عامیانه» از امید طبیب‌زاده و نگار بوبان
- «عروض در شعر کردی سورانی» از پروین محمودویسی

### مقالات در حوزه زبان‌شناسی
- «نکته‌هایی دربارهٔ چند واژه» نوشتهٔ فتح‌الله مجتبایی
- «توصیف ساختمان گروه اسمی در زبان فارسی» نوشتهٔ محرم اسلامی
- «بررسی پیکره‌بنیاد ویژگی‌های کلامی فاعل و مفعول در زبان فارسی» نوشتهٔ محمد راسخ مهند
- «دو واژه از آسیای میانه» نوشتهٔ «والتر برونو هنینگ» با ترجمهٔ هوشنگ رهنما
- «گروه اعداد در ترجمه ماشینی» نوشته مهدی سمائی
- «ملاک‌های صوری برای تشخیص صفت در زبان فارسی» نوشتهٔ علاءالدین طباطبایی